# دبليو. إل. مورتون
دبليو. إل. مورتون هو مؤرخ كندي، ولد في 13 ديسمبر 1908 في Gladstone, Manitoba ‏ في كندا، وتوفي في 7 ديسمبر 1980.